# Liste der Biografien/Tim
Liste der Biografien |
Portal Biografien |
Personensuche
# |
A |
B |
C |
D |
E |
F |
G |
H |
I |
J |
K |
L |
M |
N |
O |
P |
Q |
R |
S |
T |
U |
V |
W |
X |
Y |
Z |
?
 
Ta |
Tc |
Te |
Tf |
Tg |
Th |
Ti |
Tj |
Tk |
Tl |
Tm |
To |
Tq |
Tr |
Ts |
Tu |
Tv |
Tw |
Tx |
Ty |
Tz
 
Tia |
Tib |
Tic |
Tid |
Tie |
Tif |
Tig |
Tih |
Tii |
Tij |
Tik |
Til |
Tim |
Tin |
Tio |
Tip |
Tiq |
Tir |
Tis |
Tit |
Tiu |
Tiv |
Tiw |
Tix |
Tiy |
Tiz
Die Liste der Biografien führt alle Personen auf, die in der deutschsprachigen Wikipedia einen Artikel haben. Dieses ist eine Teilliste mit 408 Einträgen von Personen, deren Namen mit den Buchstaben „Tim“ beginnt.

## Tim
- Tim (* 1960), portugiesischer Sänger, Komponist und Gitarrist
- Tim Dog (1967–2013), US-amerikanischer Rapper
- Tim, Franciszek (1924–1986), polnischer Fußballnationalspieler
- Tim, Tiny (1932–1996), US-amerikanischer Popmusiker und EntertainerTiny Tim (1932–1996)

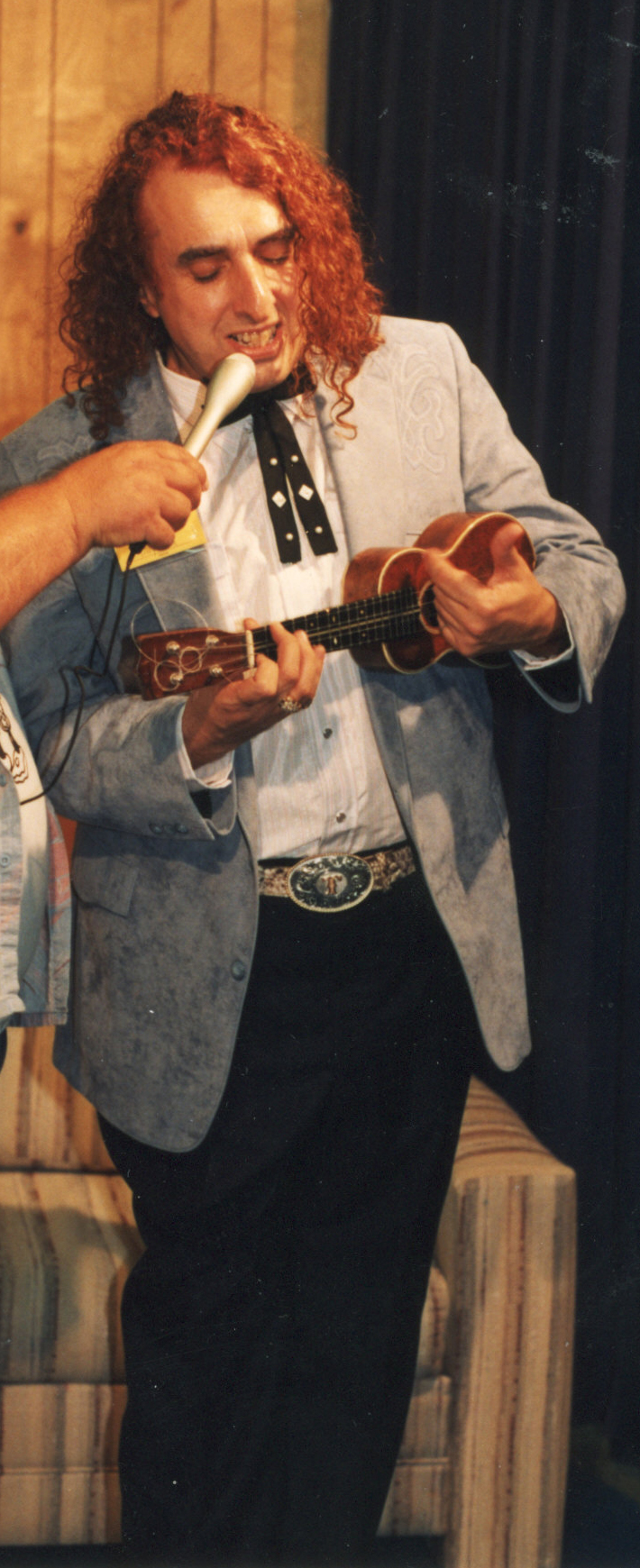
Tiny Tim (1932–1996)

### Tima
- Tima die Göttliche (* 1965), deutsche queere Polit-Tunte und Künstlerin
- Tima, Ferenc (1919–1976), ungarischer Sprinter
- Timaeus von Güldenklee, Balthasar (1600–1667), deutscher Arzt, Bürgermeister von Kolberg
- Timaeus, August Friedrich (1794–1875), deutscher Unternehmer
- Timaeus, Ernst (1931–2007), deutscher Psychologe
- Timagenes von Alexandria, griechischer Geschichtsschreiber
- Timagoras, griechischer Töpfer
- Timagoras aus Chalkis, antiker griechischer Maler und Dichter
- Timaios, hellenistischer Astrologe
- Timaios der Sophist, antiker griechischer Lexikograf
- Timaios von Antiochia († 277), Bischof von Antiochien
- Timaios von Tauromenion, griechischer Historiker
- Timakata, Frederick Karlomuana († 1995), vanuatuischer Politiker, Präsident (1989–1994)
- Timakin, Jewgeni Michailowitsch (1916–2004), russischer Pianist und Klavierpädagoge
- Timal (* 1997), französischer Rapper
- Timander, Mattias (* 1974), schwedischer Eishockeyspieler
- Timander, Svea (* 1970), deutsche Schauspielerin
- Timang, Petrus Boddeng (* 1947), indonesischer Geistlicher, emeritierter römisch-katholischer Bischof von Banjarmasin
- Timanina, Anschelika Igorewna (* 1989), russische Synchronschwimmerin
- Timann, Fritz (1848–1931), deutscher Sanitätsoffizier, Generalarzt der Preußischen Armee
- Timann, Johann († 1557), evangelischer Theologe und Reformator
- Timanowa, Wera Wiktorowna (1855–1942), russische Pianistin
- Timanthes, griechischer Maler
- Timanywa, Nestorius (1937–2018), tansanischer Geistlicher und römisch-katholischer Bischof von Bukoba
- Timár, István (1940–1994), ungarischer Kanute
- Tímár, Mátyás (1923–2020), ungarischer kommunistischer Politiker, Hochschullehrer und Bankmanager
- Timarchos, altgriechischer Bildhauer und Bronzegießer
- Timarchos († 160 v. Chr.), Usurpator im Seleukidenreich
- Timarete, griechische Malerin
- Timaru, Ioan (* 1974), rumänischer Eishockeyspieler
- Timashov, Dmytro (* 1996), schwedisch-ukrainischer Eishockeyspieler
- Timasitheos von Kroton, griechischer Athlet
- Timasius, Flavius, spätrömischer Offizier und Konsul (389)
- Timati (* 1983), russischer Rapper
- Timatic, deutscher Rapper
- Timatua, Jayson (* 1998), vanuatuischer Fußballspieler
- Timäus, Fabian (1507–1581), deutscher lutherischer Theologe

### Timb
- Timbaci, Obediah (* 2003), vanuatuischer Sprinter
- Timbaland (* 1972), US-amerikanischer Hip-Hop- und Contemporary-R&B-Musiker, Produzent und RapperTimbaland (* 1972)

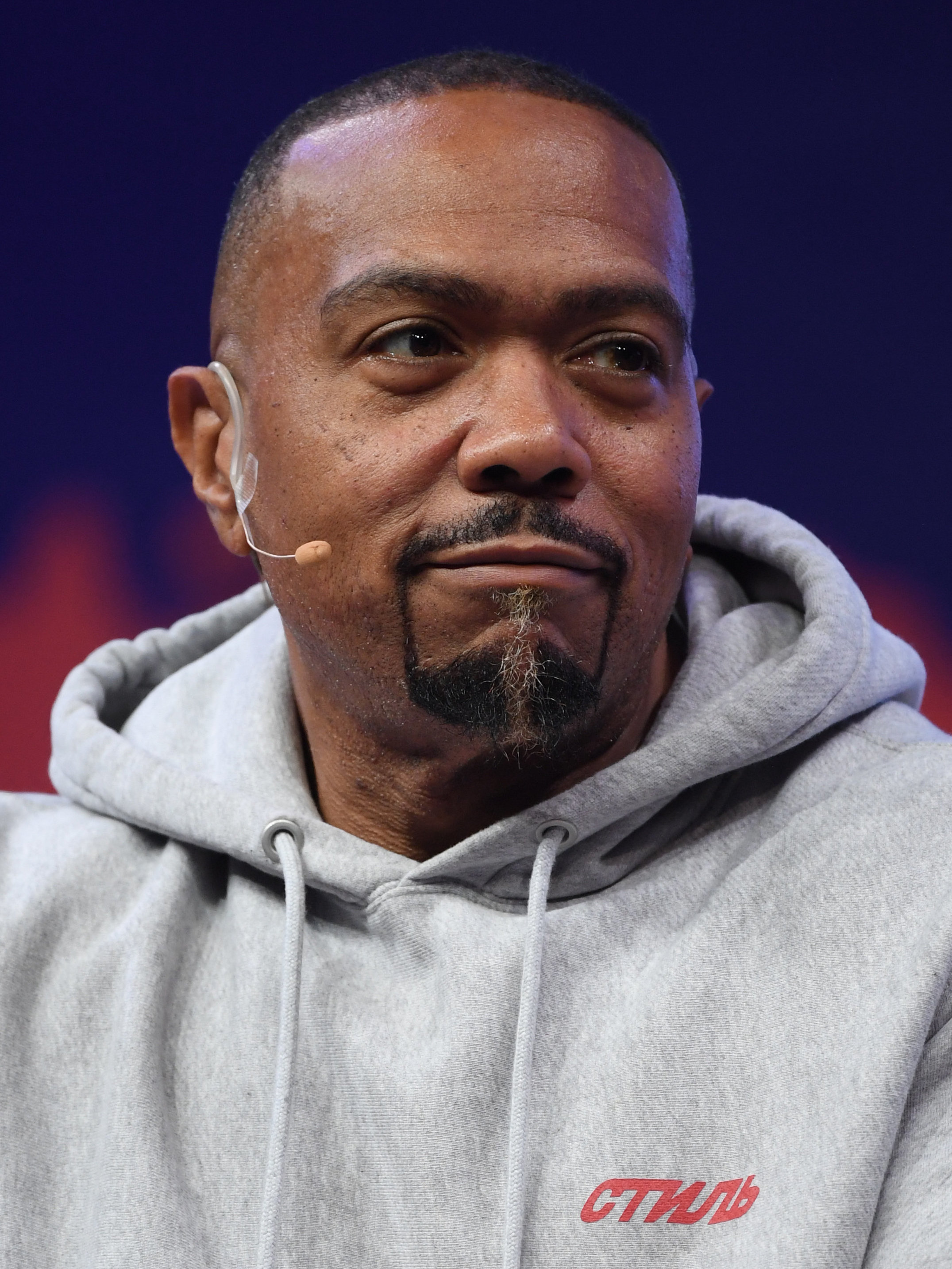
Timbaland (* 1972)

- Timbaud, Jean-Pierre (1904–1941), französischer Widerstandskämpfer und Gewerkschaftsfunktionär
- Timber, Jurriën (* 2001), niederländischer Fußballspieler
- Timber, Quinten (* 2001), niederländischer Fußballspieler
- Timber-Trattnig, Georg (1966–2000), österreichischer Autor, Grafiker, Musiker, bildender und multimedialer Künstler
- Timberlake, Charles B. (1854–1941), US-amerikanischer Politiker
- Timberlake, Clare Hayes (1907–1982), US-amerikanischer Diplomat
- Timberlake, Justin (* 1981), US-amerikanischer SängerJustin Timberlake (* 1981)

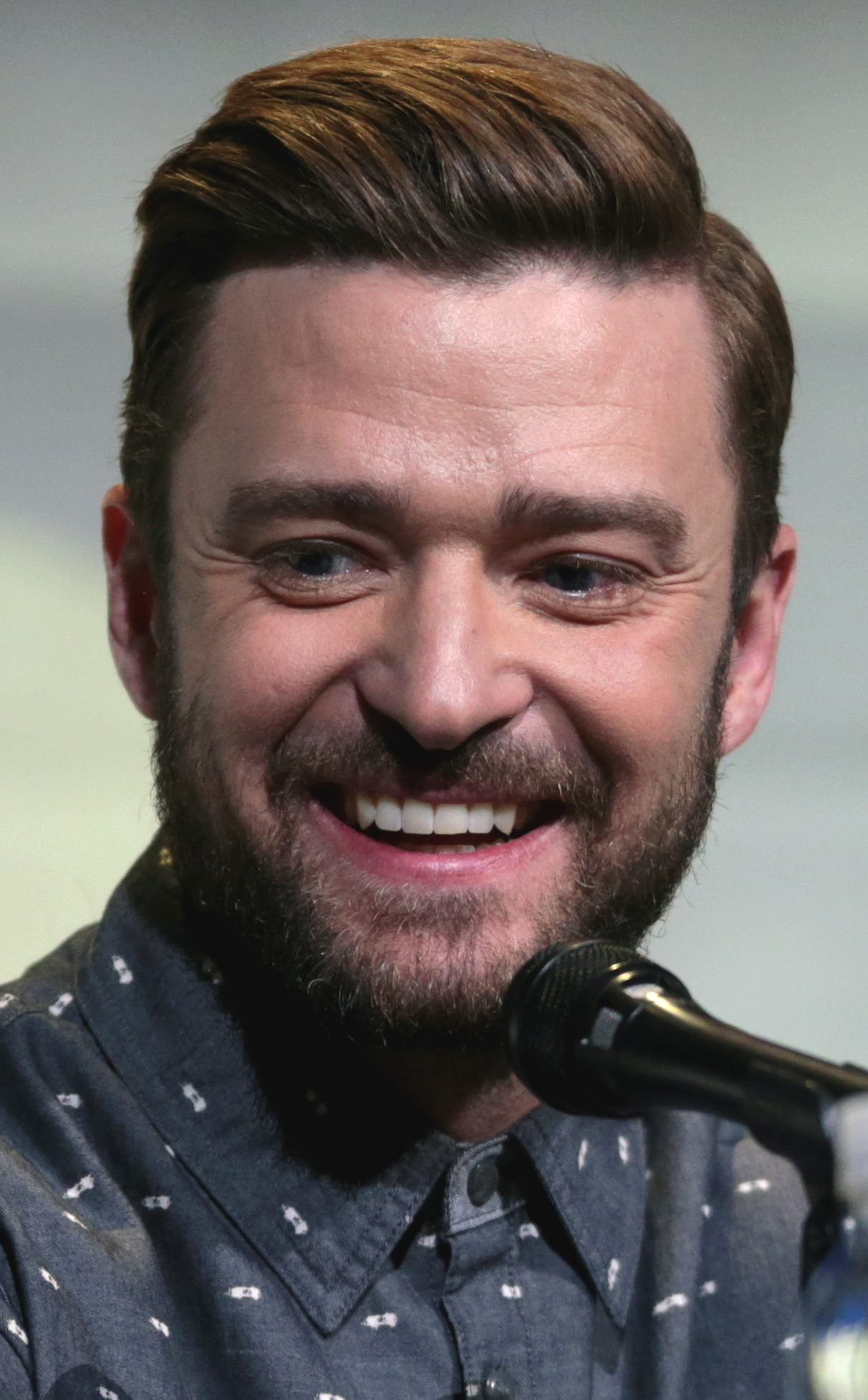
Justin Timberlake (* 1981)

- Timberman, Elizabeth (1908–1988), US-amerikanische Fotografin
- Timberman, Thomas S. (1900–1989), US-amerikanischer Offizier, Generalmajor der US-Army
- Timbilili, Alice Jemeli (* 1983), kenianische Langstreckenläuferin
- Timbo, Sulaiman Baba (* 1938), sierra-leonischer Diplomat
- Timbrook, Corbin (* 1958), US-amerikanischer Schauspieler, Filmproduzent, Filmregisseur, Drehbuchautor und Synchronsprecher
- Timbrune de Thiembronne, Jean-Baptiste-Cyrus-Marie-Adélaïde de (1757–1822), französischer General
- Timbuktu (* 1975), schwedischer Rapper und Reggaekünstler

### Timc
- Timchina, Larisa (* 1966), moldauische Biathletin
- Timčišin, Mihajlo (1889–1925), kroatischer Maler

### Time
- Time, George (* 1984), salomonischer Fußballschiedsrichter
- Time, Georgi Awgustowitsch (1831–1910), russischer Mathematiker, Markscheider und Hochschullehrer
- Time, Iwan Awgustowitsch (1838–1920), russischer Bergbauingenieur und Hochschullehrer
- Time, Jelisaweta Iwanowna (1884–1968), russische bzw. sowjetische Theaterschauspielerin und Hochschullehrerin
- Time, Regina (* 1980), österreichische Sportschützin
- Timenor, attischer Töpfer
- Timerding, Christiane (* 1945), deutsche Schauspielerin, Hörspielsprecherin und Fernsehansagerin
- Timerding, Hans (1912–1989), deutscher Schauspieler, Hörspiel- und Synchronsprecher
- Timerding, Heinrich Emil (1873–1945), deutscher Mathematiker
- Timergazi, Layla (* 2001), neuseeländische Schachspielerin
- Timerman, Héctor (1953–2018), argentinischer Politiker und Diplomat
- Timerman, Jacobo (1923–1999), argentinischer Verleger, Journalist und Autor
- Timesitheus († 243), Berater und Mitregent des römischen Kaisers Gordian III.
- Timey (* 1990), italienisch-deutscher Rapper

### Timg
- Timglas, Katarina (* 1985), schwedische Eishockeyspielerin und -schiedsrichterin
- Timgren, Ray (1928–1999), kanadischer Eishockeyspieler

### Timi
- Timi Hendrix (* 1983), deutscher Rapper
- Timi, Filippo (* 1974), italienischer Schauspieler und Autor
- Timiades-Maler, attisch-schwarzfiguriger Vasenmaler
- Timina, Jelena Wjatscheslawowna (* 1969), russische und niederländische Tischtennisspielerin
- Timinskas, Mindaugas (* 1974), litauischer Basketballspieler
- Timirjasew, Arkadi Klimentjewitsch (1880–1955), sowjetischer Physiker und Philosoph
- Timirjasew, Kliment Arkadjewitsch (1843–1920), russischer Biologe
- Timirjowa, Anna Wassiljewna (1893–1975), russische bzw. sowjetische Dichterin
- Timiș, Roxana (* 1996), rumänische Fußballschiedsrichterin
- Timischl, Günter (* 1948), österreichischer Liedermacher, Musiker und SängerGünter Timischl (* 1948)

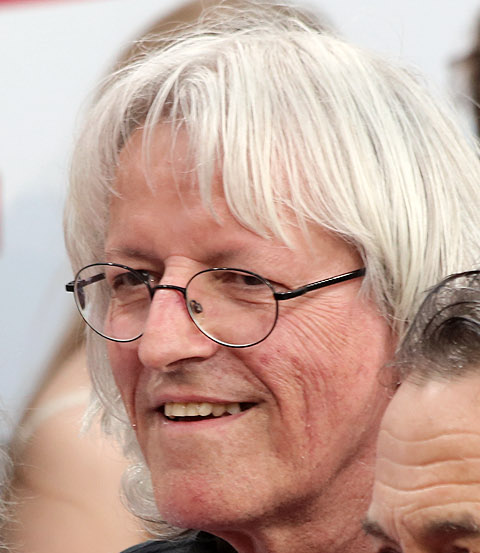
Günter Timischl (* 1948)

- Timisi Ersever, Aliye (* 1963), türkische Politikerin (CHP)

### Timk
- Timke, Jan (* 1971), deutscher Politiker (STATT, Schill, BIW, BD), MdBB
- Timken, William (* 1938), US-amerikanischer Industrieller
- Timkin, Jewgeni Leonidowitsch (* 1990), russischer Eishockeyspieler
- Timko, Predrag (* 1949), jugoslawischer Handballspieler
- Timková, Ingrid (* 1967), slowakische Schauspielerin
- Timkow, Nikolai Jefimowitsch (1912–1993), russischer Maler

### Timl
- Timler, Karl (1836–1905), deutscher Maurermeister, Architekt, Buchautor, Maler
- Timlin, Addison (* 1991), US-amerikanische Schauspielerin
- Timlin, James Clifford (1927–2023), US-amerikanischer Geistlicher, römisch-katholischer Bischof von Scranton
- Timling, Ida (* 1870), österreichische Theaterschauspielerin

### Timm
- Timm, Albrecht (1915–1981), deutscher Historiker
- Timm, Andreas (* 1973), deutscher Berater
- Timm, Andreas (* 1974), deutscher Fußballspieler
- Timm, Angelika (* 1949), deutsche Hochschullehrerin und Nahostexpertin
- Timm, Bernd, deutscher Handballspieler
- Timm, Bernhard (1909–1992), deutscher Manager, Vorstandsvorsitzender der BASF AG
- Timm, Brent, US-amerikanischer Basketballspieler
- Timm, Bruce (* 1961), US-amerikanischer Regisseur, Produzent und Drehbuchautor
- Timm, Bruno (1902–1972), deutscher Kameramann
- Timm, Bruno (1940–1994), deutscher Politiker (CDU), MdL
- Timm, Carola (* 1969), deutsche Politikerin (Bündnis 90/Die Grünen), MdHB
- Timm, Christian (* 1979), deutscher FußballspielerChristian Timm (* 1979)

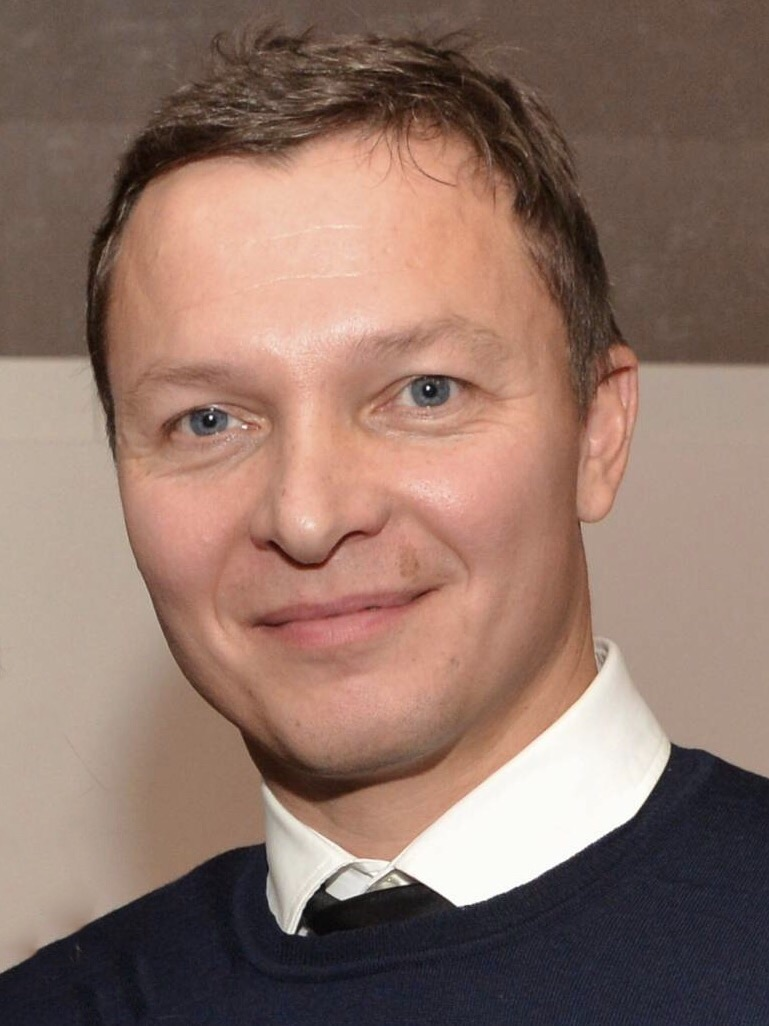
Christian Timm (* 1979)

- Timm, Curt (1926–2015), deutscher Schauspieler, Regisseur, Sprecher und Intendant
- Timm, David (* 1969), deutscher Pianist, Organist, Chorleiter und Jazzmusiker
- Timm, Elisabeth (* 1969), deutsche Volkskundlerin
- Timm, Emil (1876–1947), deutscher Holzkaufmann und Politiker, MdL
- Timm, Erich (1884–1968), deutscher Politiker (DNVP, NSDAP), MdR
- Timm, Erika (* 1934), deutsche Germanistin mit dem Schwerpunkt Jiddistik
- Timm, Ernst (* 1907), deutscher Fußballspieler
- Timm, Ernst (1926–2005), deutscher SED-Funktionär, MdV
- Timm, Fred (* 1968), deutscher Liedermacher
- Timm, Friedrich (1895–1985), deutscher Rechtsmediziner und Hochschullehrer
- Timm, Georg Wilhelm (1820–1895), russisch-deutscher Maler
- Timm, Gottfried (* 1956), deutscher Politiker (SPD), MdV, MdL, Innenminister von Mecklenburg-Vorpommern
- Timm, Hans (1893–1974), deutscher Autor, Verleger und Geldreformer
- Timm, Hein (1908–1985), deutscher Volkssänger, Schriftsteller, Liedtexter und Komponist
- Timm, Heinrich (1885–1917), deutscher Flugzeugkonstrukteur
- Timm, Helga (1924–2014), deutsche Politikerin (SPD), MdB, und Historikerin
- Timm, Helmut (1948–2015), deutscher FDJ- und SED-Funktionär
- Timm, Henry Christian (1811–1892), US-amerikanischer Komponist
- Timm, Herbert (1911–1987), deutscher Finanzwissenschaftler
- Timm, Hermann (* 1938), deutscher evangelischer Theologe und Professor für Systematische Theologie
- Timm, Holger (* 1957), deutscher Unternehmer
- Timm, Ingo (* 1973), deutscher Informatiker
- Timm, Joachim Christian (1734–1805), deutscher Apotheker und Bürgermeister von Malchin
- Timm, Joachim Christian (1784–1853), mecklenburg-strelitzscher Husar in den Befreiungskriegen
- Timm, Johannes (1866–1945), deutscher Gewerkschafter und Politiker (SPD)
- Timm, Johannes-Peter (* 1942), deutscher Sprachwissenschaftler (Angewandte Linguistik) und Fremdsprachendidaktiker
- Timm, Jonas (* 1992), deutscher Jazzmusiker (Piano, Komposition)
- Timm, Jørgen (* 1949), dänischer Radrennfahrer
- Timm, Jürgen (* 1936), deutscher Politiker (FDP), MdB
- Timm, Jürgen (* 1941), deutscher Hochschullehrer und Rektor der Universität Bremen
- Timm, Jürnjakob (* 1949), deutscher Cellist
- Timm, Katerina (* 1952), deutsche Autorin
- Timm, Mads (* 1984), dänischer Fußballspieler
- Timm, Marcel (* 1998), deutscher Handballspieler
- Timm, Marianne (1913–1993), deutsche evangelische Theologin und Religionspädagogin
- Timm, Max (1898–1979), deutscher Verwaltungsbeamter
- Timm, Michael (* 1954), deutscher Musiker und Sänger
- Timm, Michael (* 1962), deutscher Amateurboxer und BoxtrainerMichael Timm (* 1962)

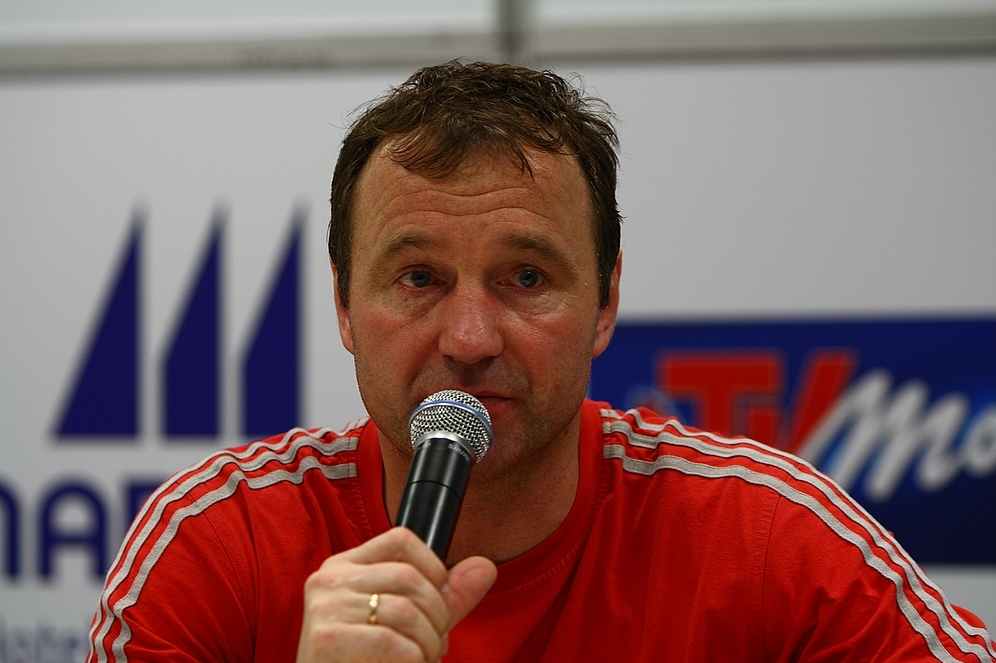
Michael Timm (* 1962)

- Timm, Nicole (* 1973), deutsche Bühnen- und Kostümbildnerin und Szenografin
- Timm, Nikolaus (1950–1994), deutscher Schauspieler und Regisseur
- Timm, Patrick (* 1979), deutscher bildender Künstler
- Timm, Paul-Joachim (* 1990), deutscher Jurist und Politiker (AfD)
- Timm, Peter (* 1950), deutscher Filmregisseur
- Timm, Reinhold († 1639), dänischer Maler
- Timm, Reinhold W. (1931–2001), deutscher Maler
- Timm, Richard (1892–1983), deutscher Politiker (SPD), Bezirksbürgermeister von Berlin-Neukölln
- Timm, Robert M. (* 1949), US-amerikanischer Mammaloge und Parasitologe
- Timm, Roseli (* 1962), brasilianische Volleyball- und Beachvolleyballspielerin
- Timm, Rudolf (1901–1934), deutscher politischer Funktionär (KPD) und NS-Opfer
- Timm, Stefan (* 1944), deutscher evangelischer Theologe
- Timm, Thomas, deutscher Basketballspieler
- Timm, Tobias (* 1975), deutscher Journalist und Sachbuchautor
- Timm, Udo (1941–2011), deutscher Politiker (CDU), MdL
- Timm, Ulrich (* 1962), deutscher Journalist und Fernsehmoderator
- Timm, Uwe (1932–2014), deutscher Anarchist und Autor
- Timm, Uwe (* 1940), deutscher AutorUwe Timm (* 1940)

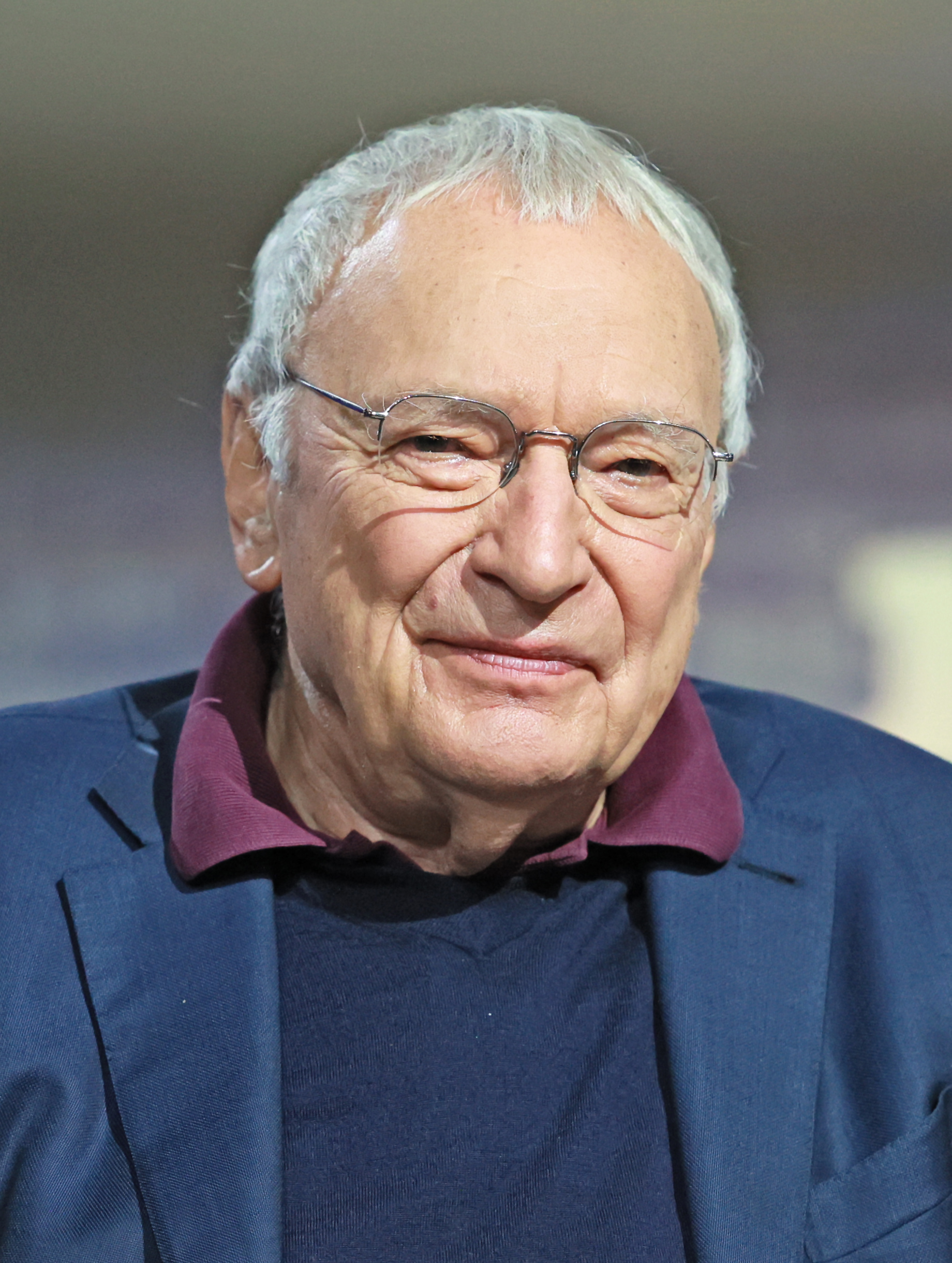
Uwe Timm (* 1940)

- Timm, Werner (1927–1999), deutscher Kunsthistoriker
- Timm, Willy (1931–1999), deutscher Stadtarchivar und Heimathistoriker
- Timm, Wolfram (* 1949), deutscher Jurist und Professor an der Westfälischen Wilhelms-Universität in Münster
- Timm-Giel, Andreas, deutscher Nachrichtentechniker
- Timman, Jan (* 1951), niederländischer SchachspielerJan Timman (* 1951)

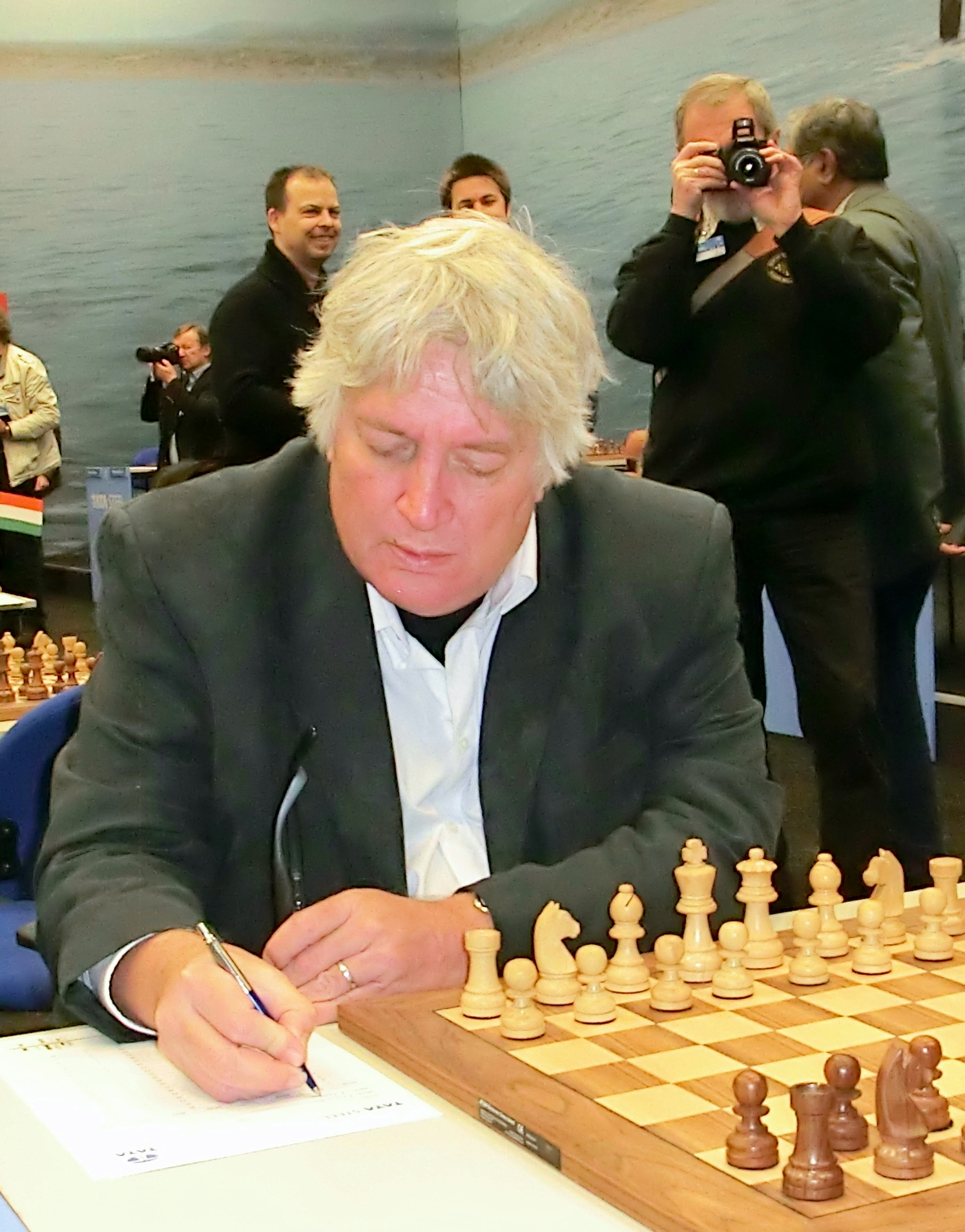
Jan Timman (* 1951)

- Timman, Reinier (1917–1975), niederländischer Mathematiker und Ingenieur
- Timmann, Sarah (* 1997), deutsche Politikerin (SPD), MdHB
- Timme, Dieter (1956–2024), deutscher Fußballspieler
- Timme, Fritz (1903–1976), deutscher Gymnasial- und Hochschullehrer für Geschichte
- Timme, Hans (1911–1995), deutscher Politiker (SPD), MdA
- Timme, Ludwig Ferdinand (1830–1888), preußischer Beamter und Politiker
- Timme, Michael (* 1971), deutscher Jurist und Hochschullehrer
- Timme, Philipp (* 1968), deutscher Kameramann
- Timme, Traugott (1927–2006), deutscher Kirchenmusiker
- Timmel, Alexandra-Maria (* 1965), österreichische Schauspielerin
- Timmel, Karin (* 1958), deutsche Verwaltungswirtin und Lehrerin
- Timmel, Katja (* 1985), deutsche Unihockeyspielerin
- Timmel, Vito (1886–1949), italienischer Maler
- Timmenga-Hiemstra, Eelkje (1892–1971), niederländische Widerstandskämpferin
- Timmer, Albert (* 1985), niederländischer Radrennfahrer
- Timmer, Hendrik (1904–1998), niederländischer Tennis-, Hockey-, Squash- und Golfspieler
- Timmer, Henk (* 1971), niederländischer Fußballtorhüter
- Timmer, Hubert (1889–1944), deutscher römisch-katholischer Kaufmann und Märtyrer
- Timmer, Jan (* 1933), niederländischer Manager
- Timmer, Jan Martin, deutscher Althistoriker
- Timmer, Jens (* 1964), deutscher Physiker, Professor
- Timmer, Marc (* 1972), deutscher Politiker (SPD), MdL
- Timmer, Marianne (* 1974), niederländische Eisschnellläuferin
- Timmer, Peter (* 1941), US-amerikanischer Agrarökonom
- Timmer, Reed (* 1980), US-amerikanischer Meteorologe
- Timmer, Reed (* 1995), US-amerikanischer Basketballspieler

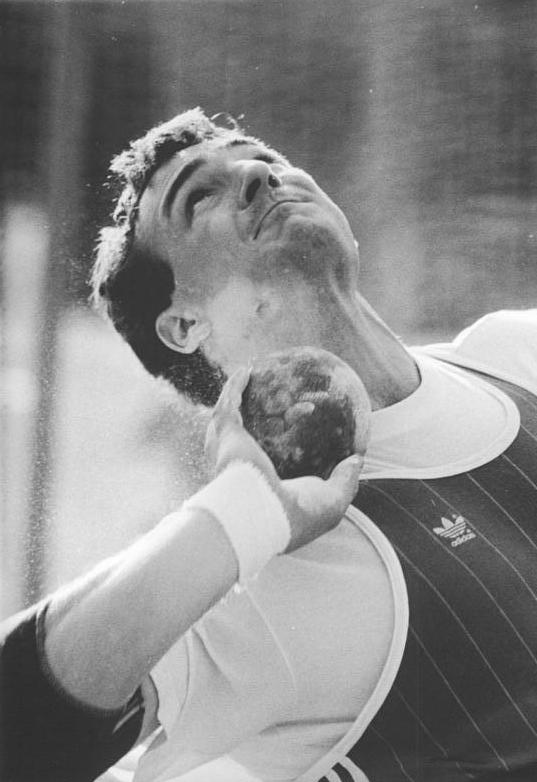
Ulf Timmermann (* 1962)

- Timmerberg, Helge (* 1952), deutscher Journalist und AutorHelge Timmerberg (* 1952)

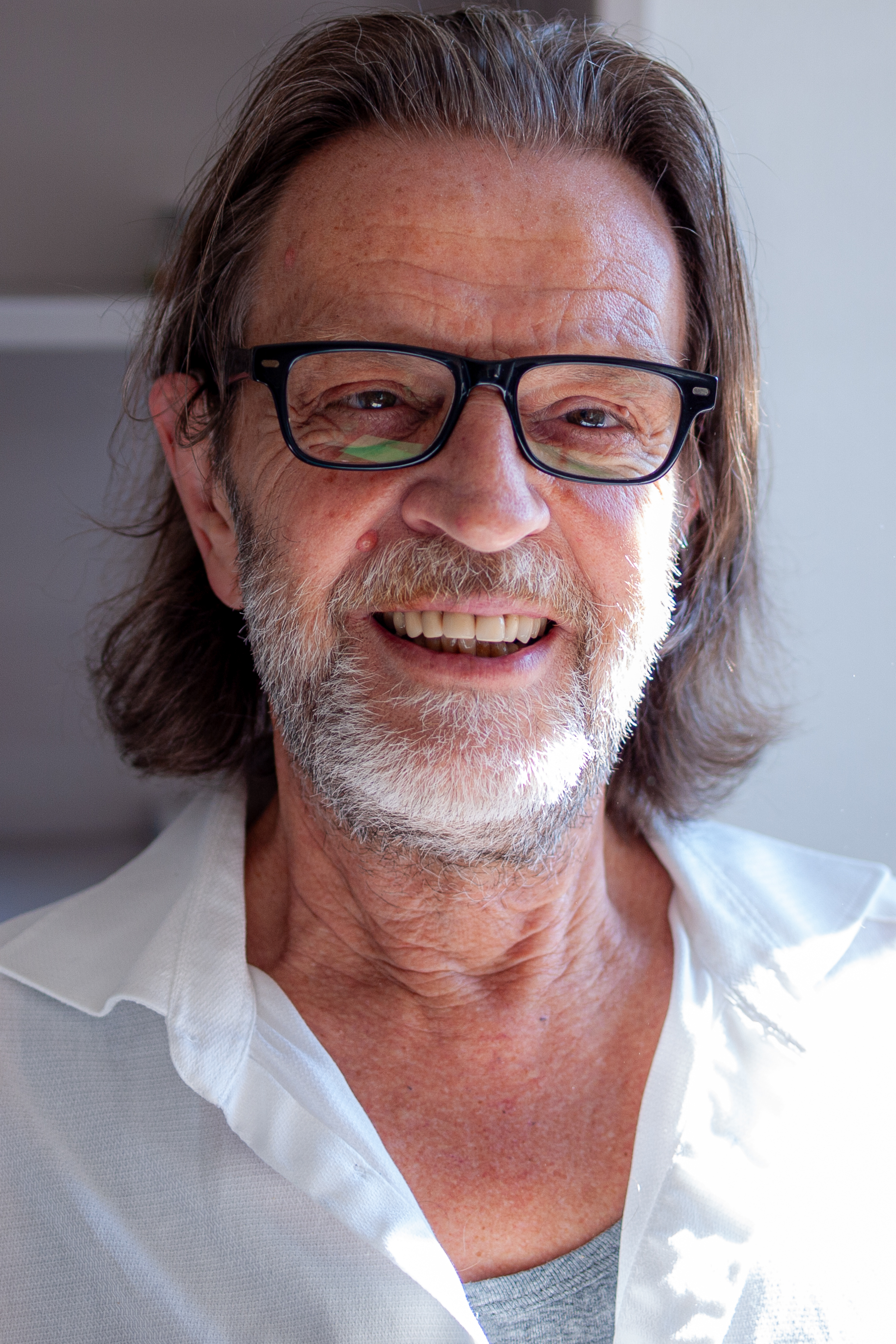
Helge Timmerberg (* 1952)

- Timmerevers, Heinrich (* 1952), deutscher Geistlicher, römisch-katholischer Bischof von Dresden-MeißenHeinrich Timmerevers (* 1952)

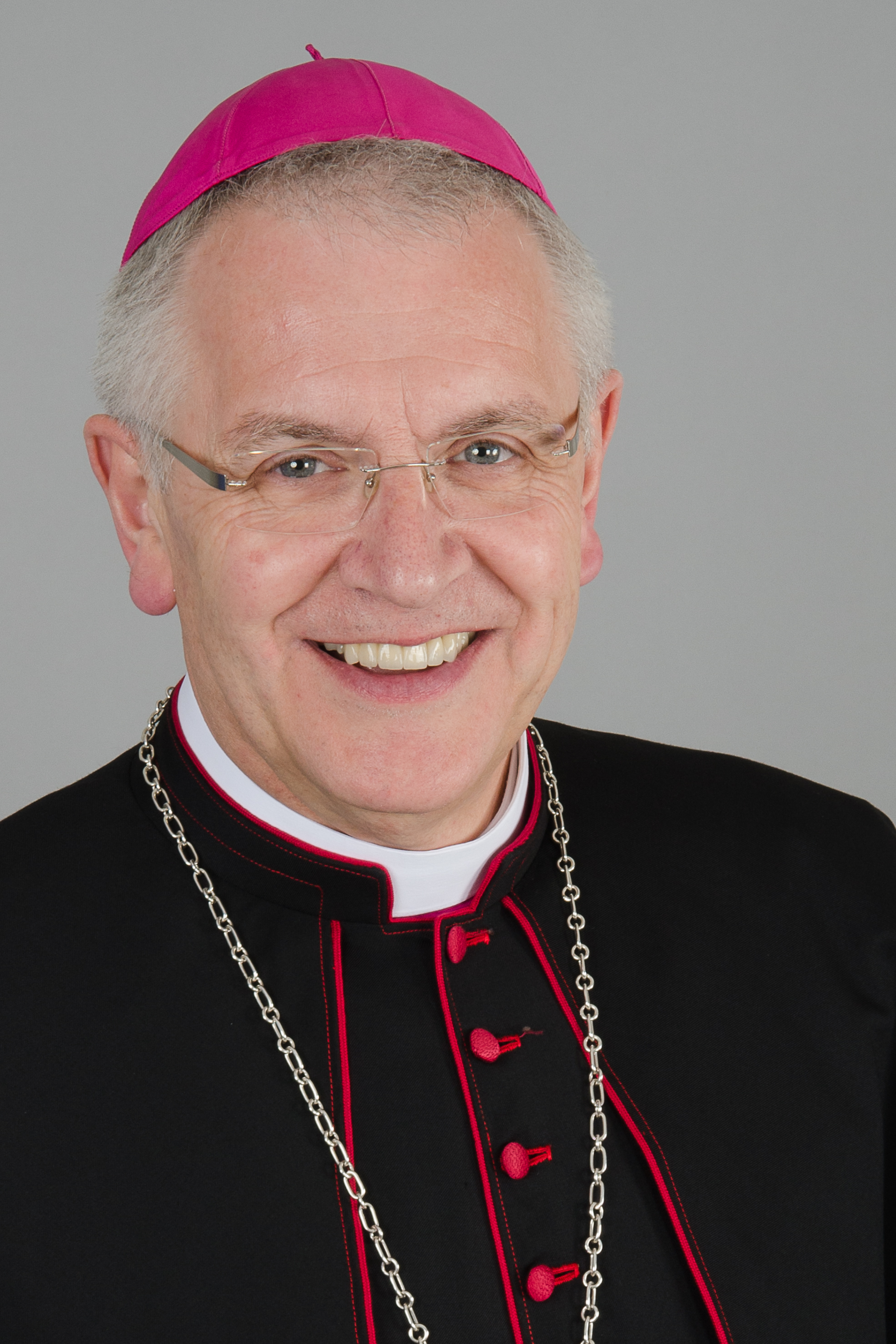
Heinrich Timmerevers (* 1952)

- Timmerman, Adam (* 1971), US-amerikanischer American-Football-Spieler
- Timmerman, Carl (1828–1904), deutscher Unternehmer und Politiker (Zentrum), MdR
- Timmerman, Dan (* 1980), US-amerikanischer Cyclocross- und Straßenradrennfahrer
- Timmerman, Eline (* 1998), niederländische Volleyballspielerin
- Timmerman, Franz (1644–1702), niederländisch-russischer Kaufmann
- Timmerman, George Bell (1912–1994), US-amerikanischer Politiker
- Timmerman, Gert Jan (* 1956), niederländischer Schachspieler und Fernschachweltmeister
- Timmerman, Jozef (1941–2018), belgischer Radrennfahrer
- Timmerman, Washington H. (1832–1908), US-amerikanischer Politiker
- Timmermann, Beate (* 1967), deutsche Strahlentherapeutin und Radioonkologin
- Timmermann, Bernardo (1912–1986), chilenischer Fotograf, Bergsteigern und Politiker deutscher Herkunft
- Timmermann, Claus (1866–1941), deutschamerikanischer Anarchist und Verleger
- Timmermann, Claus-Christian (* 1947), deutscher Elektrotechniker und Hochschullehrer
- Timmermann, Dieter (* 1943), deutscher Bildungsökonom, Bildungsplaner und Rektor der Universität Bielefeld
- Timmermann, Dirk (* 1957), deutscher Ingenieur
- Timmermann, Franz Hubert (* 1933), deutscher Schriftsteller
- Timmermann, Friedrich (1855–1928), deutscher Landwirt und Kommunalpolitiker
- Timmermann, Gert (1935–2008), deutscher Moderator beim NDR
- Timmermann, Gottschalk († 1570), Kaufmann und Lübecker Ratsherr
- Timmermann, Hans, deutscher Trainer
- Timmermann, Hans (1926–2005), deutscher Regisseur, Schauspieler und Übersetzer
- Timmermann, Heiner (1940–2018), deutscher Historiker
- Timmermann, Ina-Marie (* 2002), deutsche Fußballspielerin
- Timmermann, Johannes (1929–2012), deutscher Lehrer und Heimatforscher
- Timmermann, Juliane (* 1976), deutsche Politikerin (SPD), MdHB
- Timmermann, Karin (* 1947), deutsche Politikerin (SPD), MdHB
- Timmermann, Karl (* 1952), deutscher Sänger, Texter, Komponist und Produzent
- Timmermann, Karl H. (1922–1951), US-amerikanischer Offizier in der US ArmyKarl H. Timmermann (1922–1951)

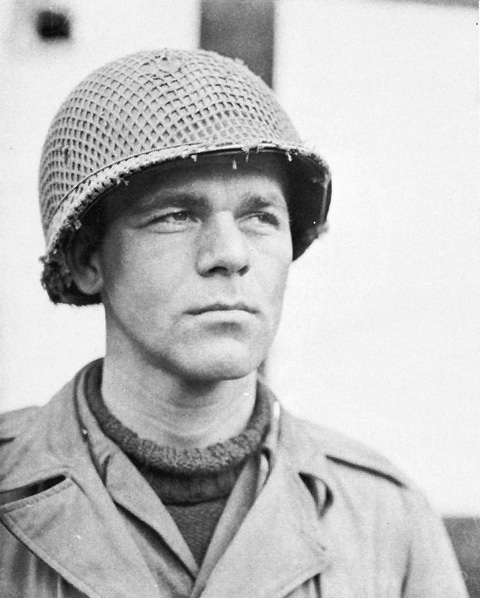
Karl H. Timmermann (1922–1951)

- Timmermann, Karsten († 1542), Ratsherr der Hansestadt Lübeck
- Timmermann, Lars (* 1972), deutscher Neurologe
- Timmermann, Leni (1901–1992), deutsche Pianistin und Autorin
- Timmermann, Maik (* 1974), deutscher Musiker, Songwriter, Produzent und DJ
- Timmermann, Maike (* 1989), deutsche Fußballspielerin
- Timmermann, Manfred (1936–2004), deutscher Wirtschaftswissenschaftler
- Timmermann, Otto (1916–2008), deutscher Mundart-Dichter und Erzähler Travemündes
- Timmermann, Ralph (* 1959), deutscher Diplomat
- Timmermann, Sabine, deutsche Filmproduzentin
- Timmermann, Theo (* 1996), deutscher Volleyball- und Beachvolleyballspieler
- Timmermann, Theodor (1627–1700), Apotheker und Kommunalpolitiker, Bürgermeister von Mannheim und Bürgermeister der Pfälzer Kolonie von Magdeburg
- Timmermann, Till (* 1995), deutscher Schauspieler
- Timmermann, Ulf (* 1962), deutscher LeichtathletUlf Timmermann (* 1962)
- Timmermann, Ulrich (* 1952), deutscher Journalist, Autor und Fotograf
- Timmermann, Wilhelm (1902–1979), deutscher Kommunalbeamter und Oberbürgermeister von Schwerin
- Timmermann-Fechter, Astrid (* 1963), deutsche Politikerin (CDU), MdB
- Timmermans, Felix (1886–1947), flämischer Schriftsteller und Maler
- Timmermans, Ferdinand (1891–1967), niederländischer Carilloneur, Organist und Musikinstrumentenbauer
- Timmermans, Frans (* 1961), niederländischer PolitikerFrans Timmermans (* 1961)

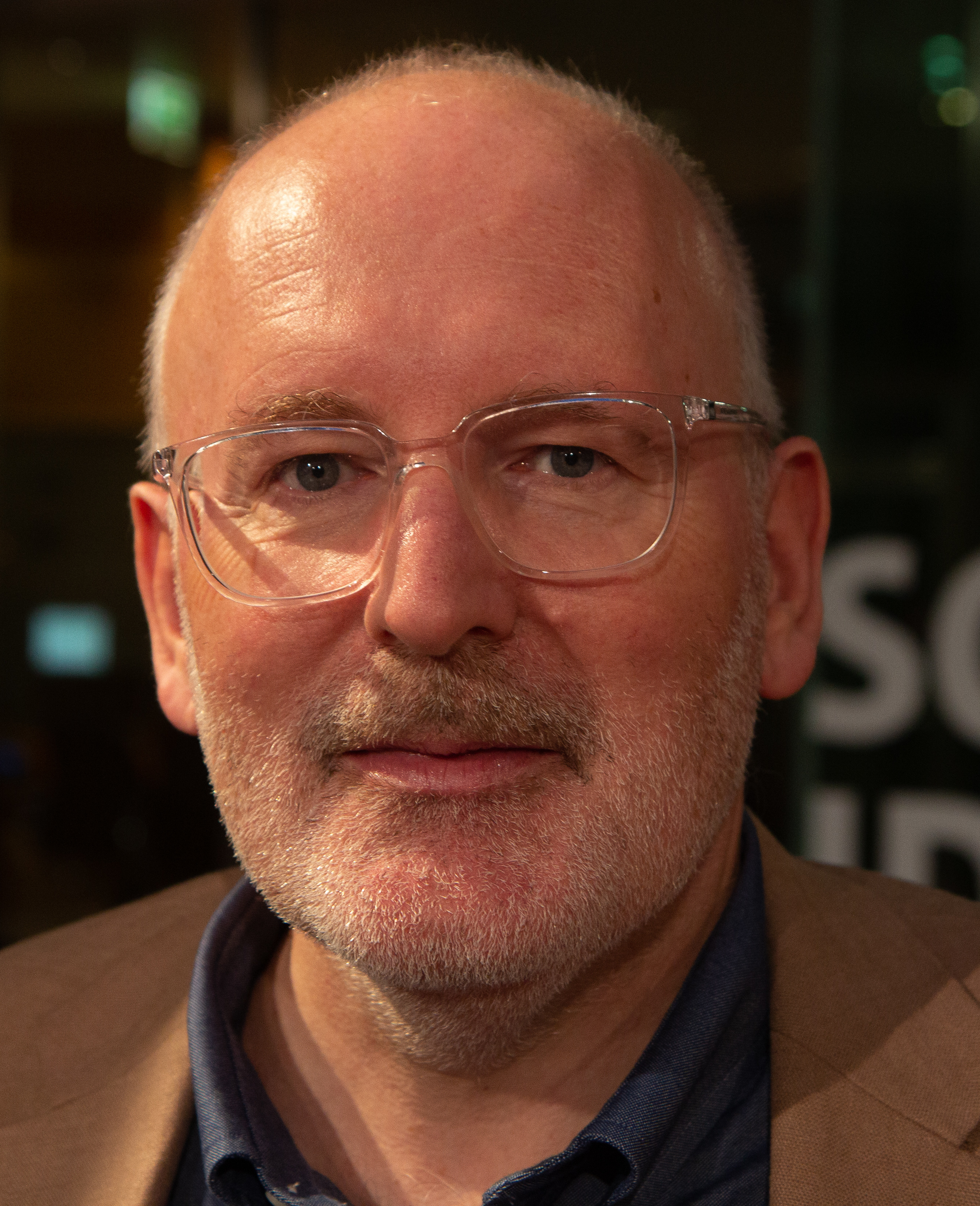
Frans Timmermans (* 1961)

- Timmermans, Jean-Alexis (1801–1864), belgischer Mathematiker
- Timmermans, Jesse (* 1989), niederländischer Tennisspieler
- Timmermans, Lia (1920–2002), flämische Schriftstellerin und Dichterin
- Timmermans, Marja (* 1964), niederländische Pflanzengenetikerin
- Timmermans, Theo (1926–1995), niederländischer Fußballspieler
- Timmermeister, Robert (* 2003), deutscher Handballspieler
- Timmers, Pieter (* 1988), belgischer Schwimmer
- Timmers-van Klink, Els (* 1949), niederländische Politikerin der VVD
- Timmesfeld, Franz Georg (* 1943), deutscher Mathematiker
- Timmins, Billy (* 1959), irischer Politiker
- Timmins, Cali (* 1963), kanadische Schauspielerin
- Timmins, Conor (* 1998), kanadischer Eishockeyspieler
- Timmins, Edward, irischer Politiker
- Timmins, Godfrey (1927–2001), irischer Politiker
- Timmins, Scott (* 1989), kanadischer Eishockeyspieler
- Timmis, Adrian (* 1964), britischer Radrennfahrer
- Timmler, Karl (1906–1996), deutscher Maler, Grafiker und Keramiker
- Timmling, Walter (1897–1948), deutscher Kunsthistoriker und Maler
- Timmons, Andy (* 1963), US-amerikanischer Musiker
- Timmons, Bob (1924–2015), US-amerikanischer Leichtathletiktrainer
- Timmons, Bobby (1935–1974), US-amerikanischer Jazzpianist und Komponist
- Timmons, Daniel (1961–2005), Autor und Tolkien-Experte
- Timmons, Eugene († 1999), irischer Politiker
- Timmons, Jeff (* 1973), US-amerikanischer Sänger und Schauspieler
- Timmons, Lawrence (* 1986), US-amerikanischer American-Football-Spieler
- Timmons, Matthew Scott (* 1993), US-amerikanischer Schauspieler
- Timmons, Steve (* 1958), US-amerikanischer Volleyball- und Beachvolleyballspieler
- Timmons, William (* 1984), amerikanischer Anwalt, Unternehmer und Politiker der Republikanischen Partei
- Timms, Chris (1947–2004), neuseeländischer Segler
- Timms, Edward (1937–2018), britischer Germanist, Hochschullehrer und Autor
- Timms, Geoffrey (1903–1982), britischer Mathematiker und Kryptoanalytiker
- Timms, Howard (* 1944), britischer Geher
- Timms, Michele (* 1965), australische Basketballtrainerin und -spielerin
- Timms, Stephen (* 1955), britischer Politiker der Labour Party

### Timn
- Timner, Carl (1933–2014), deutscher Maler, Zeichner und Graphiker des zeitgenössischen Realismus

### Timo
- Timo († 1201), Bischof von Bamberg (1196–1201)
- Timo, Barbara (* 1991), portugiesisch-brasilianische Judoka
- Timo, Jewel, deutscher Songwriter, Sänger und Gitarrist sowie Musikproduzent für Fernseh- und Filmmusik
- Timocharis von Alexandria († 260 v. Chr.), alexandrinischer Astronom
- Timofejeva, Lidija (* 1906), serbische Schachspielerin russischer Herkunft
- Timofejew, Artjom (* 1986), russischer Straßenradrennfahrer
- Timofejew, Artjom Andrejewitsch (* 1994), russischer Fußballspieler
- Timofejew, Artjom Walerjewitsch (* 1985), russischer Schachgroßmeister
- Timofejew, Gennadi Gennadjewitsch (* 1963), russischer Fußballspieler
- Timofejew, German (* 1937), russisch-orthodoxer Bischof von Wien und Österreich
- Timofejew, Jewgeni (* 1994), kirgisischer Skirennläufer
- Timofejew, Sergei Fjodorowitsch (1950–2021), sowjetischer Ringer
- Timofejew, Wladislaw Borissowitsch (1936–2023), russischer Festkörperphysiker und Hochschullehrer
- Timofejew-Ressowski, Helena Alexandrowna (1898–1973), russische Genetikerin
- Timofejew-Ressowski, Nikolai Wladimirowitsch (1900–1981), russischer Genetiker
- Timofejewa, Irina Nikolajewna (* 1970), russische Langstreckenläuferin
- Timofejewa, Ljubow Borissowna (* 1951), russische Pianistin und Hochschullehrerin
- Timofejewa, Marija Glebowna (* 2003), russische Tennisspielerin
- Timofejewa, Nina Wladimirowna (1935–2014), sowjetische bzw. russische Balletttänzerin und Politikerin
- Timofejewa, Olga Leonidowna (* 1967), russische Politikerin
- Timofejewa, Raissa Anatoljewna (1967–2022), russische Tischtennisspielerin
- Timofejewa, Weronika Alexejewna (* 1982), russische Skilangläuferin und Biathletin
- Timofeyeva, Anna (* 1986), usbekische Sommerbiathletin in der Stilrichtung Crosslauf
- Timofte, Daniel (* 1967), rumänischer Fußballspieler und -trainer
- Timofte, Ion (* 1967), rumänischer Fußballspieler
- Timofti, Nicolae (* 1948), moldauischer Jurist und Politiker
- Timokhina, Kateryna (* 1989), Schweizer Violinistin
- Timokhine, Konstantin (* 1973), Schweizer Hornist
- Timokles, antiker griechischer Bildhauer
- Timokles, attischer Komödiendichter
- Timokrates, rhodischer Diplomat und Politiker
- Timoleon, griechischer Politiker und General
- Timoléon de Cossé, Jean Paul (1698–1780), französischer Adliger und Militär
- Timomachos, attischer Stratege
- Timomatic, australischer Sänger
- Timon, Diakon der Jerusalemer Urgemeinde
- Timon von Athen, griechischer Misanthrop
- Timon von Phleius, griechischer Philosoph, Dichter und Wanderredner
- Timon, John (1797–1867), US-amerikanischer römisch-katholischer Ordensgeistlicher, Apostolischer Präfekt/Vikar von Texas, Bischof von Buffalo
- Timón, Juan José (1937–2001), uruguayischer Radrennfahrer und Radsporttrainer
- Timon-David, Joseph-Marie (1823–1891), Gründer der Congrégation du Sacré-Cœur
- Timoncini, Daigoro (* 1985), italienischer Ringer
- Timonen, Jussi (* 1983), finnischer Eishockeyspieler
- Timonen, Kimmo (* 1975), finnischer Eishockeyspieler
- Timoner, Gerard Francisco (* 1968), philippinischer Geistlicher, Ordensmeister der Dominikaner
- Timoner, Guillermo (1926–2023), spanischer Radrennfahrer
- Timoney, Nathan (* 2000), irischer Ruderer
- Timonidas, griechischer Vasenmaler
- Timonides von Leukas, griechischer Offizier und Geschichtsschreiber
- Timonow, Wsewolod Jewgenjewitsch (1862–1936), russischer bzw. sowjetischer Wasserbauingenieur, Hydrologe und Hochschullehrer
- Timontajew, Alexander Fjodorowitsch (1905–1969), sowjetischer Theater- und Filmschauspieler
- Timony, Jamie (* 1987), australischer Schauspieler und Musiker
- Timor, Bar (* 1992), deutsch-israelischer Basketballspieler
- Timoščenko, Gennadij (* 1949), slowakischer Schachgroßmeister
- Timoschenko, Darja Anatoljewna (* 1980), russisch-aserbaidschanische Eiskunstläuferin
- Timoschenko, Iwan Jurjewitsch (1863–1939), sowjetisch-ukrainischer Mathematikhistoriker
- Timoschenko, Semjon Konstantinowitsch (1895–1970), sowjetischer Offizier, zuletzt Marschall der Sowjetunion, Volkskommissar für VerteidigungSemjon Konstantinowitsch Timoschenko (1895–1970)

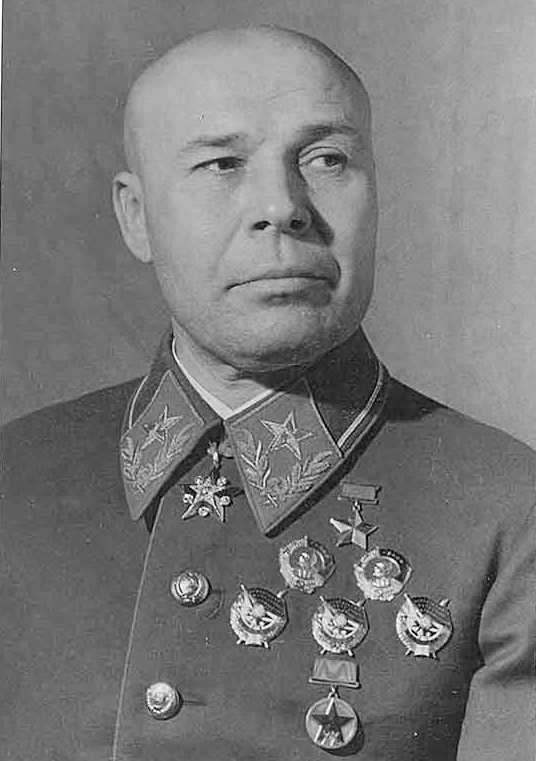
Semjon Konstantinowitsch Timoschenko (1895–1970)

- Timoschin, Michail Wiktorowitsch (* 1980), russischer Radrennfahrer
- Timoschinin, Alexander Iwanowitsch (1948–2021), sowjetischer Ruderer; Olympiasieger im Rudern
- Timoschinin, Wladimir Alexandrowitsch (1970–2023), russischer Wasserspringer
- Timoschinina, Julija Wladimirowna (* 1998), russische Wasserspringerin
- Timoschinina, Swetlana Alexejewna (* 1973), russische Wasserspringerin
- Timoska, Tauno (1932–2022), finnischer Bandy- und Feldhockeyspieler
- Timossi Andersson, Alex (* 2001), schwedischer Fußballspieler
- Timosthenes, griechischer Seefahrer und Geograf
- Timostratos, Dichter der Neuen Komödie
- Timoteo, Sabine (* 1975), Schweizer Schauspielerin
- Timotheos, Dichter der Mittleren Komödie
- Timotheos, Dichter der Neuen Komödie
- Timotheos († 354 v. Chr.), athenischer Politiker und Stratege
- Timotheos, griechischer Bildhauer
- Timotheos I. († 517), Patriarch von Konstantinopel (511–517)
- Timotheos I. Themeles (1878–1955), Patriarch des griechisch-orthodoxen Patriarchats Jerusalem, theologischer Publizist und Schriftsteller
- Timotheos II., Katholikos der ostsyrischen Kirche des Ostens
- Timotheos Salophakiolos († 482), Patriarch von Alexandria
- Timotheos von Herakleia († 337 v. Chr.), Dynast von Herakleia Pontike
- Timotheos von Milet, griechischer Dichter
- Timotheos, Gedion (* 1978), äthiopischer Politiker
- Timotheou, George (* 1997), australisch-griechischer Fußballspieler
- Timotheus, Schüler des Apostels Paulus
- Timotheus Mar Shallita (* 1936), Erzbischof
- Timotheus, Abimalek (1878–1945), Metropolit von Malabar und Indien der autokephalen ostsyrischen „Kirche des Ostens“
- Timothy, Christopher (* 1940), britischer Schauspieler, Regisseur und ProduzentChristopher Timothy (* 1940)

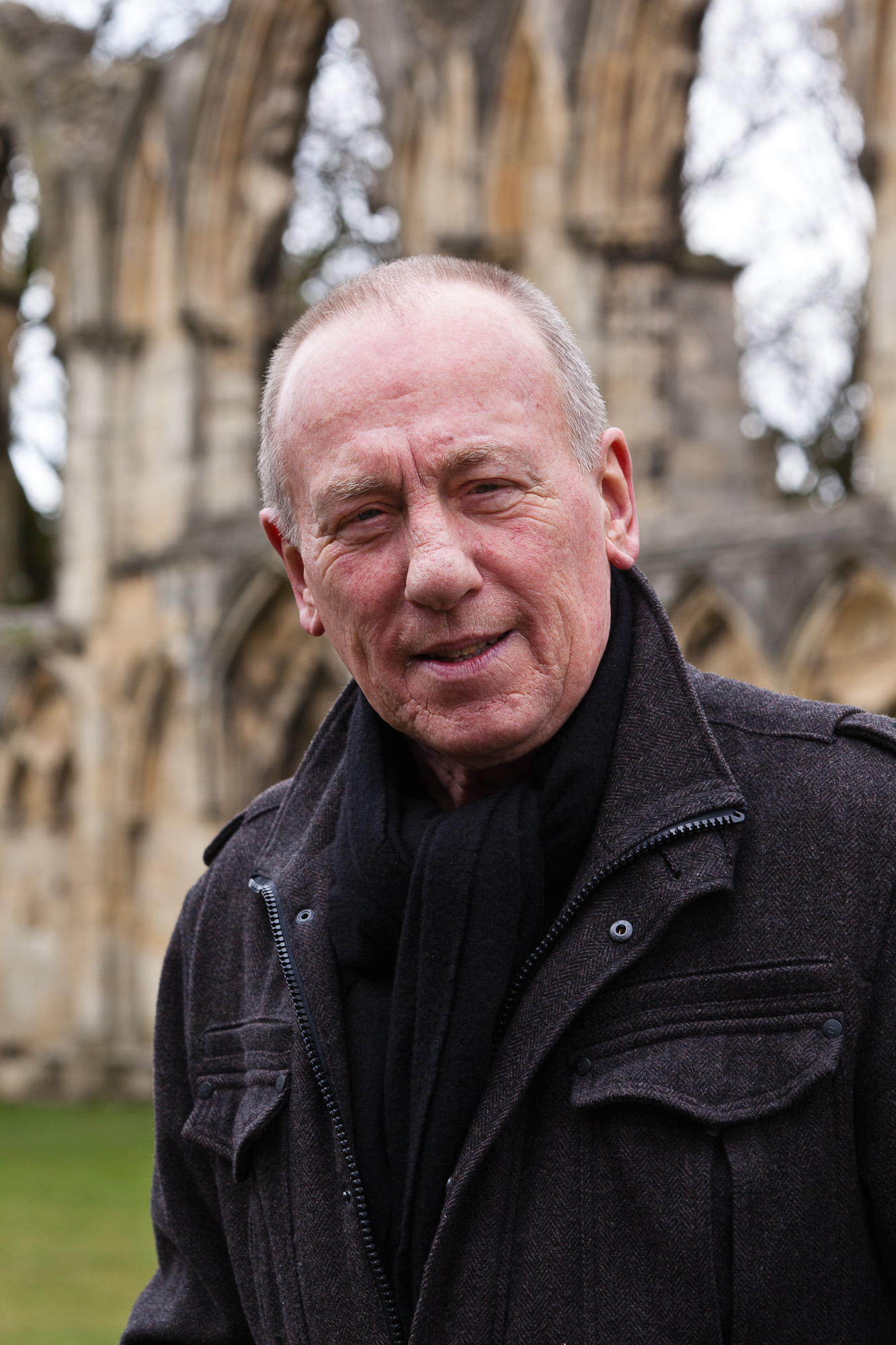
Christopher Timothy (* 1940)

- Timoti, Tauama (* 1959), amerikanisch-samoanischer Gewichtheber
- Timoumi, Mohammed (* 1960), marokkanischer Fußballspieler
- Timoxenos, athenischer Komödiendichter

### Timp
- Timpanaro Cardini, Maria (1890–1978), italienische Altphilologin
- Timpanaro, Sebastiano (1923–2000), italienischer Klassischer Philologe, Essayist, Literaturkritiker und engagierter Marxist
- Timpany, Allen (* 1956), englischer Autorennfahrer und Unternehmer
- Timpe, Anton Aloys (1882–1959), deutscher Mathematiker
- Timpe, Dieter (1931–2021), deutscher Althistoriker
- Timpe, Elmar (* 1947), deutscher Diplomat
- Timpe, Friedrich Wilhelm (* 1938), deutscher Schauspieler, Hörspielsprecher und Rezitator
- Timpe, Georg (1873–1969), deutscher römisch-katholischer Theologe
- Timpe, Hans-Joachim (* 1939), deutscher Chemiker auf dem Gebiet der Photochemie und Photopolymerisation und Hochschullehrer
- Timpe, Heinrich (1874–1961), deutscher römisch-katholischer Theologe
- Timpe, Johannes Wilhelmus († 1837), Orgelbauer
- Timpe, Justin (* 1994), deutscher Hörfunkmoderator
- Timpe, Sarah Elena (* 1985), deutsche SchauspielerinSarah Elena Timpe (* 1985)

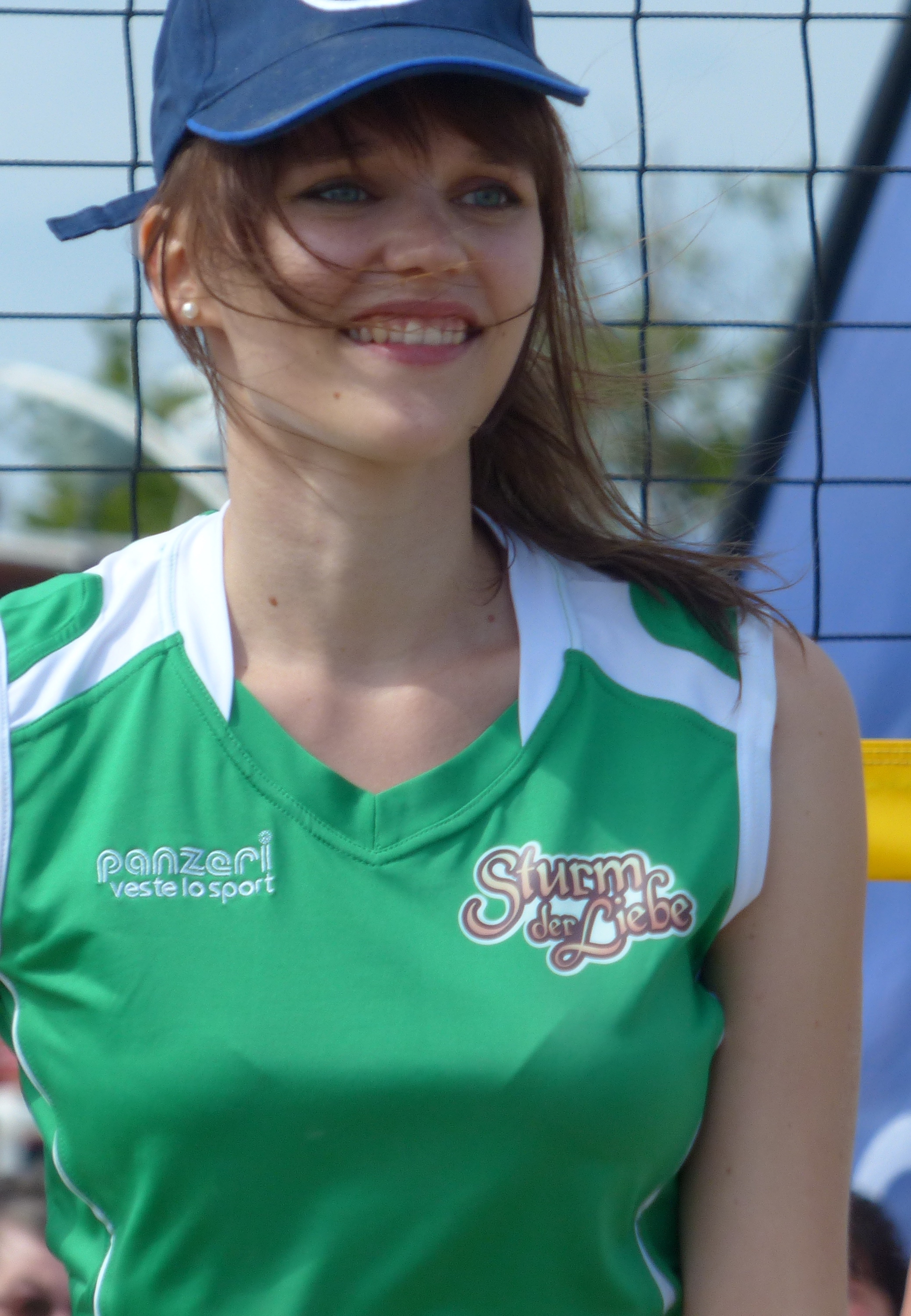
Sarah Elena Timpe (* 1985)

- Timpel, Wolfgang (1935–2024), deutscher Prähistoriker und Mittelalterarchäologe
- Timperley, Harold John (1898–1954), australischer Journalist
- Timperley, John (1931–2013), englischer Badmintonspieler
- Timperley, June (1933–2017), englische Badmintonspielerin
- Timpl, Rupert (1936–2003), österreichisch-deutscher Biochemiker
- Timpler, Clemens (1563–1624), deutscher Philosoph, Metaphysiker, Neuscholastiker
- Timpner, Ingolf (1963–2018), deutscher Fotokünstler
- Timpson, Madis (* 1974), estnischer Politiker

### Timr
- Timrod, Henry (1828–1867), amerikanischer Dichter und Journalist
- Timrod, William Henry (1792–1838), amerikanischer Dichter
- Timroth, Gotthard von (1868–1941), deutsch-baltischer Offizier und Generalmajor in der Kaiserlich Russischen Armee

### Tims
- Timsit, Daniel (1928–2002), algerischer Arzt und Politiker
- Timsit, Joëlle (* 1938), französische Diplomatin
- Timsit, Patrick (* 1959), französischer Schauspieler, Kabarettist, Drehbuchautor und Regisseur

### Timt
- Timtik, Ebru (1978–2020), türkische Rechtsanwältin und Menschenrechtsaktivistin
- Timtschenko, Galina Wiktorowna (* 1962), russische Journalistin
- Timtschenko, Gennadi Nikolajewitsch (* 1952), russisch-finnischer Unternehmer
- Timtschenko, Georgi Pawlowitsch (1912–1991), sowjetischer Konteradmiral
- Timtschenko, Viktor (* 1953), ukrainischer Journalist und Schriftsteller
- Timtschew, Plamen (* 1951), bulgarischer Radrennfahrer

### Timu
- Timuani, Etimoni (* 1991), tuvaluischer Fußballspieler, Futsalspieler und Sprinter
- Timur (1336–1405), zentralasiatischer Eroberer und Gründer der Timuriden-Dynastie in Persien und TransoxanienTimur (1336–1405)

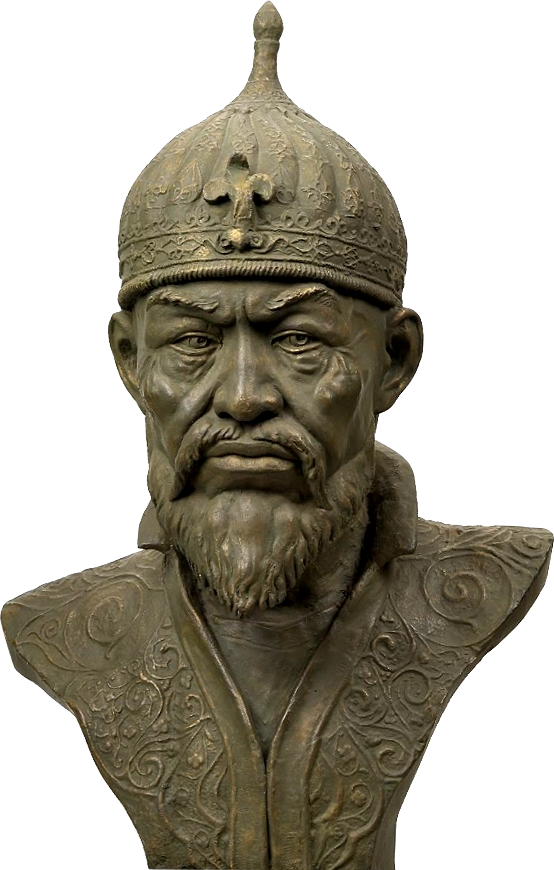
Timur (1336–1405)

- Timur Beg (1886–1933), uigurischer Rebellenführer
- Timur Khan (1265–1307), mongolischer Khagan, chinesischer Kaiser der Yuan-Dynastie
- Timur, Minarti (* 1968), indonesische Badmintonspielerin
- Timurbugha, Sultan der Mamluken in Ägypten
- Timuroğlu, Kürşat (1953–1986), türkischer Linker und Mordopfer der PKK
- Timursijew, Islam Jachjajewitsch (1983–2015), russischer Boxer

### Timy
- Timy Yudhani Rahayu, Ni Putu (* 1976), indonesische Beachvolleyballspielerin
- Timycha, Pythagoreerin in Unteritalien